# خالد الدوسري
خالد الدوسري (1990-) طالب جامعي من المملكة العربية السعودية ابتُعث عام 2008 للدراسة في تكساس بالولايات المتحدة الأمريكية. اعتُقل خالد في الثامن والعشرين من شُباط/فبراير عام 2011 ووُجّهت له تهمة «صناعة مواد كيميائية متفجرة»، ثم قُلِّصت التهمة إلى تهمةٍ واحدةٍ وهي «حيازة أسلحة دمار شامل» فحُوكمَ وصدر بحقّه سجنٌ مُؤبد. 

## المسيرة التعليمية
تلقّى خالد الدوسري – واسمهُ الكامل خالد بن عليّ بن محمد الدوسري – تعليمه الابتدائي بمدرستي أبي بكر الصديق والمغيرة بن شعبة الابتدائية، ثمّ أكمل المرحلة المتوسطة بمدرسة الملك خالد المتوسطة. واصلَ مشواره التعليمي الثانوي بمدرسة الأمير سلطان الثانوية فتخرَّج من المرحلة الثانوية العامة بتقدير ممتاز وبنسبة 99.32%. ساعده ذلك في الالتحاقِ ببعثة شركة سابك في عام 2008 لمواصلة دراسة بكالوريوس في تخصص الهندسة الكيميائية في الولايات المتحدة الأمريكية.

## السجن

### الاعتقال
تعودُ الواقعة إلى الثامن والعشرين من شباط/فبراير عام 2011 حينما نشرت وزارة العدل الأمريكية بيانًا قالت فيهِ إن الجيش الأمريكي قد ألقى القبض على شابٍ سعودي يُقيم في الولايات المتحدة لأنه اشترى منتجات كيميائية ومعدات تتيح له صنع قنبلة ولأنه حدد عددًا من الأهداف المحتملةِ منها منزل الرئيس السابق جورج بوش. نشر مكتب التحقيقات الفدرالي (إف بي آي) في وقتٍ لاحقٍ بيانًا قال فيهِ إنّ الدوسري بعث لنفسه رسالةً إلكترونية عنوانها «أهدافٌ جيدة» حددت لائحة بنوعينِ من الأهداف: السدود المائية الكهربائية والمحطات النووية، كما عَثر الجهاز المخابراتي على رسالة إلكترونية أخرى عنوانها «بيتُ الطاغيّة» وتضمُّ عنوان منزل الرئيس جورج بوش في دالاس.
وُجّهت لخالد عددٌ من التهم من بينها «محاولة استخدام أحد أسلحة الدمار الشامل» و«احتمال استهداف الرئيس السابق جورج بوش» كما اتُهم أيضًا بالتخطيطِ لتفجير محطّاتٍ للطاقة النووية وسدود كهرومائية، بينما ظهرت تهمٌ أخرى في الوثائق الحكوميّة بما في ذلك نيّة خالد استهداف نادي ليلي من خلالِ استخدام دمى محشوة بمتفجرات وموضوعة في حقيبة ظهر، وكان تفتيشُ الشرطة الفدرالية لمنزلِ الدوسري قد أسفر عن العثور على حمض كبريتيك وحمض نيتريك مُرَكَّزَيْنِ عدى عن بعضِ الأوعية والأسلاك.
وقد قدم محاميه في المقابل روايةً مغايرةً لتلكَ التي جاءت بها السلطات الأمريكيّة حيثُ قال إن خالد فعلًا قد طلب كمية من المواد الكيميائية من مدينة برلنغتون في ولاية نورث كارولينا عبر شركة شحن لكّن ذلك لأغراض البحث والدراسة لا غير.

### المحاكمة
طلبَ المحامي رود هوبسون – وهو محامي خالد الدوسري – من المحكمة إلغاء قرار النائب العام حظر الكشف على الأدلة التي جمعتها السلطات لإدانةِ الدوسري وأن يتم السماح لفريق الدفاع بالإطلاع على المعلومات السرية التي جمعتها السلطات لكنّ المحكمة رفضت ذلك.
عُقدت جلسة محاكمةٍ أولى في الثامن والعشرين من آذار/مارس من نفسِ العام وفيها ظهر خالد الدوسري في قاعةِ المحكمة مُقيّد الرجلين واليدين كما حضر الدوسري جلسة توجيه الاتهامات وفيها استمعَ لكلّ التهم التي وجّهتها له السلطات الأمريكيّة ونفاها جملةً وتفصيلًا مؤكدًا للقاضية أنه غير مذنب.
بعد عامينِ من الاعتقال خُفّض عدد التهم الموجّهة إلى خالد إلى تهمةٍ واحدةٍ وهي «حيازة أسلحة دمارٍ شاملٍ» فحُوكم بناءً على هذه التهمة في الثالث عشر من تشرين الثاني/نوفمبر 2013 في إحدى محاكم الدولة في مدينة أماريلو بولاية تكساس قبل أن يصدر حكمٌ نهائي بالسّجن المؤبد في حقّ الطالب السعودي.
خلال محاكمته قال القاضي إن الأدلة ثابتة ضد المدَّعَى عليه بسجلات الشركة الموردة للمواد الكيميائية التي طلبها وغيرها من المواد الخطرة التي تُستخدم في صناعة القنابل إلى جانب جهاز الكمبيوتر الخاص به الذي يدينه حيث اتضح قيامه بالبحث عن محطّات للطاقة النووية بالولايات المتحدة الأمريكية والبحثِ أيضًا عن منازل ثلاثة جنود أمريكيين كانوا من المرابطين في سجن أبو غريب بالعراق، بينما أوضح خالد أن ما تردد عن تدوينه «أفكارًا إرهابيّة» في جهاز الكومبيوتر الخاص به ليس صحيحًا ونفى عثور المحققين على شيء يُدينه.

## الفيلم الوثائقيّ
أنتجَت نتفليكس في منتصف عام 2020 فيلمًا وثائقيًا تحتَ عنوان الطالب صانع القنابل (بالإنجليزية: Student Bomb Maker)‏، ويحكي الفيلم «الطريقة التي نجحَ بها مكتب التحقيقات الفيدرالي في إلقاء القبض على طالب الهندسة الكيميائية الذي كان ينوي إلحاق ضرر مروعٍ بأمريكا.» أثار الفيلمُ الكثير من الجدل في الداخل السعودي ما حدا ببعضِ السعوديين إلى الدعوةِ عبر مواقع ومنصّات التواصل الاجتماعي إلى مقاطعة شركة نيتفليكس.